# 040 T Nord 4.961 à 4.968

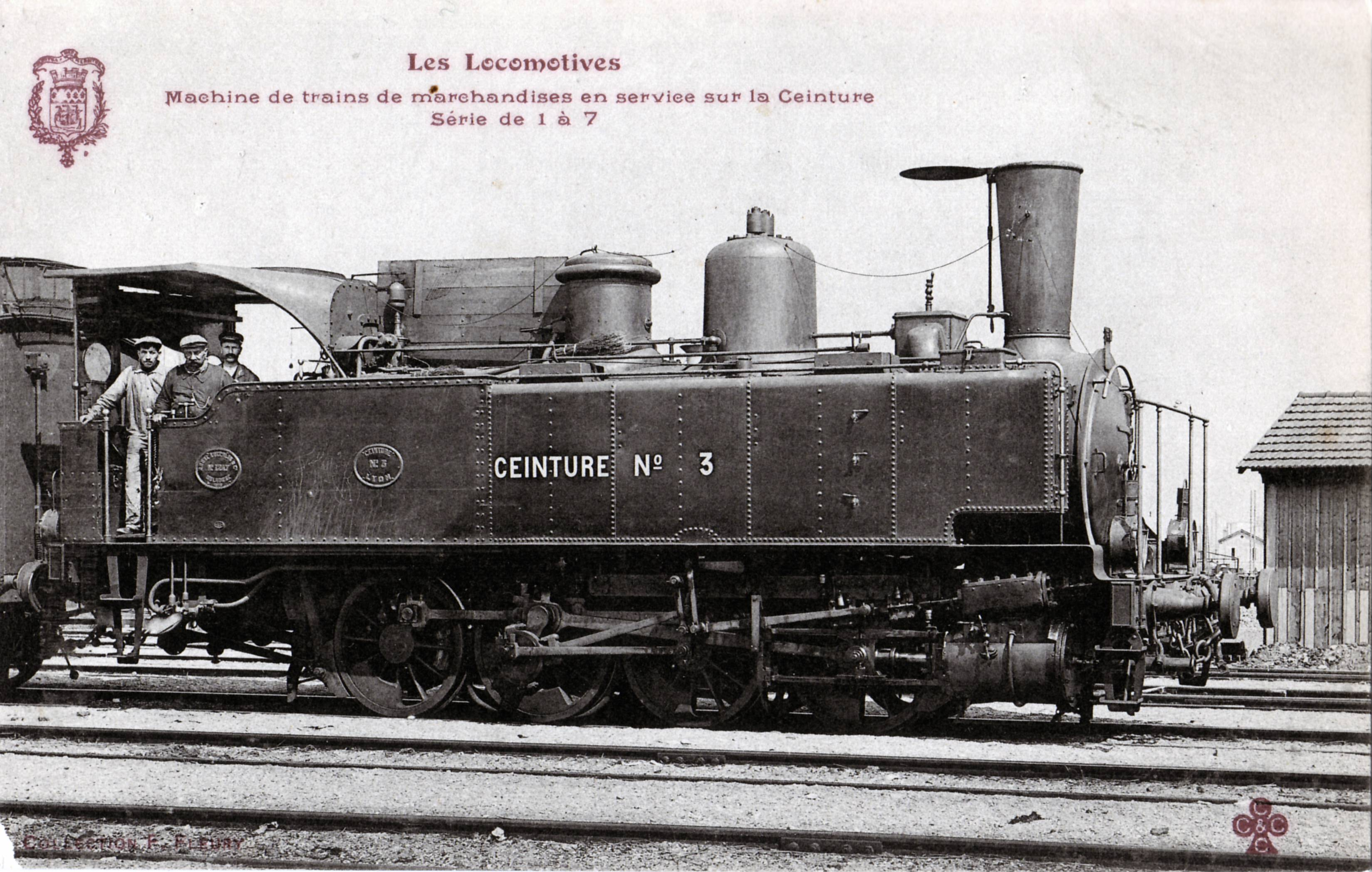
La 040 n° 3 de la ligne de Ceinture, future Nord 4 963.

Les 040 Ceinture 1 à 8, devenues en 1934 les 040 T Nord 4.961 à 4.968, sont des locomotives à vapeur à 4 essieux moteurs de la Compagnie des chemins de fer du Nord. Elles deviendront les 040 TB 1 à 5 à la création de la SNCF en 1938.